# Zgornje Roje
Zgornje Roje je naselje u slovenskoj Općini Žalecu. Zgornje Roje se nalazi u pokrajini Štajerskoj i statističkoj regiji Savinjskoj. 

## Stanovništvo
Prema popisu stanovništva iz 2002. godine naselje je imalo 123 stanovnika.